# Világ (település)
Világ (szlovákul: Svetlice, ukránul: Szvetlici) község Szlovákiában, az Eperjesi kerület Mezőlaborci járásában.

## Fekvése
Mezőlaborctól 15 km-re délkeletre, a lengyel határ mellett fekszik.

## Története
A települést 1557-ben „Vylagh” néven az adóösszeírásban említik először, ekkor 18 és fél portával adózott. A homonnai uradalom része volt, később a Sztáray család birtoka. A 18. századtól a Csáky család tulajdonában találjuk. 1715-ben malma és 18 háztartása volt. 1787-ben 142 házában 984 lakos élt.
A 18. század végén Vályi András így ír róla: „VILÁG. Orosz falu Zemplén Várm. földes Ura Gróf Csáky Uraság, lakosai ó hitüek, fekszik Olsinkónak szomszédságában, Viravához is közel; határja két nyomásbéli, földgye agyagos, és nagyon hegyes, zabot, tavaszi búzát, árpát, tatárkát, kölest, ’s gabonát keveset terem, erdővel legelővel bővelkedik; gabona, és búza nélkűl pedig szűkölködik.”
1828-ban 129 háza és 950 lakosa volt.
Fényes Elek 1851-ben kiadott geográfiai szótárában így ír a faluról: „Világh, Zemplén v. orosz falu Papina fil. 6 romai, 946 g. kath., 10 zsidó lak., 2021 h. szántófölddel, erdővel, malommal. F. u. gr. Sztáray. Ut. p. Nagy-Mihály.”
1890 és 1910 között sok lakója kivándorolt. Kiterjedt erdői és legelői a Csákyak birtokában voltak.
Borovszky Samu monográfiasorozatának Zemplén vármegyét tárgyaló része szerint: „Világ, a gácsi határszélen fekszik. Van 128 háza és 837 gör. kath. vallású ruthén lakosa. Hajdan magyar község volt, a mit az is bizonyít, hogy régi pecsétjein égő gyertya, vagyis világ látható s hogy számos ős magyar nevű, de eltótosodott lakosa van, mint pl. Boronkay, Kárász, Horváth, Kovács, Dancsi stb. A homonnai uradalomhoz tartozott s később a Sztárayak, majd a gróf Csákyak birtoka lett. Most nagyobb birtokosa nincsen. A mult század 70-es éveiben a község nagyobb része leégett. Gör. kath. temploma 1763-65 között épült. A község postája Virava, távírója és vasúti állomása pedig Koskócz.”
1920 előtt Zemplén vármegye Mezőlaborci járásához tartozott.
1944-ben a harcok során a falu fele megsemmisült. Lakói Ostrava, Kassa, Homonna, Mezőlaborc és Prága üzemeiben dolgoztak.

## Népessége
| Év:            | 1994. | 2004.    | 2014.    | 2024.    |
| -------------- | ----- | -------- | -------- | -------- |
| Emberek száma: | 225   | 152      | 109      | 80       |
| Eltérés:       |       | -32,44 % | -28,28 % | -26,60 % |

| Év:            | 2023. | 2024.   |
| -------------- | ----- | ------- |
| Emberek száma: | 79    | 80      |
| Eltérés:       |       | +1,26 % |

1910-ben 718, túlnyomórészt ruszin lakosa volt.
2001-ben 175 lakosából 106 szlovák, 46 ruszin és 11 ukrán volt.
2011-ben 118 lakosából 70 szlovák és 37 ruszin.

## Nevezetességei
- Görögkatolikus temploma a 18. század közepén épült barokk stílusban.
- Haranglába a 19. század elején épült klasszicista stílusban.